# Sierra Nevada College

El Sierra Nevada College, también conocido como la sigla SNC, es una universidad privada de los Estados Unidos fundada en Incline Village, Nevada en el 1969.
El ateneo se halla en las orillas del lago Tahoe, una de las mejores localidades del mundo para los deportes invernales y al aire libre. La universidad, que cuenta con aproximadamente 600 estudiantes, se encuentra también distribuida en las ciudades de Reno y Las Vegas.
The Eagles, los equipos de esquí y snowboard, son en sus categorías los actuales campeones de los Estados Unidos.

## Facultades
- Bellas Artes
- Ciencias Biológicas
- Ciencias Económicas
- Informática
- Letras

- Datos: Q1129091